# 기독교한국하나님의교회
기독교한국하나님의교회는 대한민국의 오순절교회(성결교회)교단이었다. 원래의 교회 명칭은, 개신교에서 일반적으로 이단으로 여겨지는 하나님의교회 세계복음선교협회와의 혼동으로 인해 2007년에 교단 전체가 장로교로 전향하여 대한예수교장로회(한영)이 되었다. 이에 반발한 일부가 기존의 명칭으로 교단을 재건했으나, 역시 하나님의교회 세계복음선교협회와의 혼동으로 인해 2009년에 기독교한국성결회로 명칭을 변경하였다.